# Хламидија
Хламидија је род патогених грам-негативних бактерија које су стриктни интраћелијски паразити. Постоје различите врсте у роду хламидија: Chlamydia psittaci, Chlamydia trachomatis, Chlamydia pneumoniae, али и оне које изазивају обољења само код животиња, тј. нису хумани патогени: Chlamydia suis и Chlamydia muridarum. Унутар врста, разликују се бројни серотипови.
Дуго је било бројних непознаница у вези са овим патогенима, односно, сматрало се да се могу сврстати у вирусе и протозое. Касније је установљено да овај узрочник припада бактеријама. Ранија претпоставка да овај патоген припада вирусима највише је корелирала са једном од његових особина, а то је да је ово стриктни интраћелијски паразит, што је једна од главних карактеристика вирусних узрочника.

## Опште особине
Хламидије су кокоидног облика, по Граму се боје негативно, а осетљиве су на бројне физичке и хемијске агенсе као што су антибиотици (тетрациклини, еритромицин), али је већина отпорна и на сулфонамиде. За живот им је неопходна енергија коју ствара домаћин. Постоје два облика ових бактерија: елементарно тело (екстарцелуларни облик) и ретикуларно тело (интрацелуларни облик). Мрежасто (ретикуларно) тело није инфективно. Развојни циклус подразумева доспевање ретикуларног тела путем фагоцитозе у ћелију домаћина, формирање вакуоле око њега и његово претварање у мрежасто тело које улази у деобну фазу. Мрежасто тело расте до прскања вакуоле, а након раптуре вакуоле, формирају се инклузије у цитоплазми ћелије домаћина. Због особине да су стриктни интраћелијски паразити, хламидије се не могу култивисати на бактеријским хранилиштима, већ на оплођеним кокошјим јајима, ћелијским културама и сл.

## Патогеност
Највећи број ових инфекција пролази инапарентно, односно, не јављају се неке карактеристичне манифестације. Потребно је дуго времена како би се испољили симптоми и знаци инфекције, тако да када инфекција постане манифестна, има тенденцију да има хроничан ток. Због тога се инфекција хламидијом сматра „тихом“ болешћу, јер велики проценат оболелих ( 75-80% мушкараца и 25-50% жена) нема симптоме обољења.

## 
јесте најчешћи узрочних полно преносивих обољења. Преноси се полним актом или у току порођаја, проласком новорођенчета кроз инфициран порођајни канал. Хронични трахом (кератоконјуктивитис) може довести до слепила, а узрочник је управо Chlamydia trachomatis. Узрочник се може преносити директним или индиректним контактом, веома брзо и лако, а још већу опасност представља због инапарентности или неспецифичних симптома које даје, као што су свраб, пецкање, дизурија и други знаци запаљенског процеса. Неке од последица инфицирањем овим узрочником, јесте појава стерилитета, превремени порођај, спонтани порођај, ектопична трудноћа, пелвеоперитонитис, конјуктивитис или пнеумонија код новорођенчета. Приликом дијагностификовања обољења, код упорних акутних или хронични запаљенских процеса, треба посумњати на хламидију. Најбољи вид заштите од ове веома честе инфекције и најчешћег узрочника полно преносивих обољења, јесу редовне посете гинекологу и заштићен полни однос (механичка заштита – кондом). Када дође до настанка обољења, важно је напоменути да се лече оба партнера.